# Side Impact Protection System

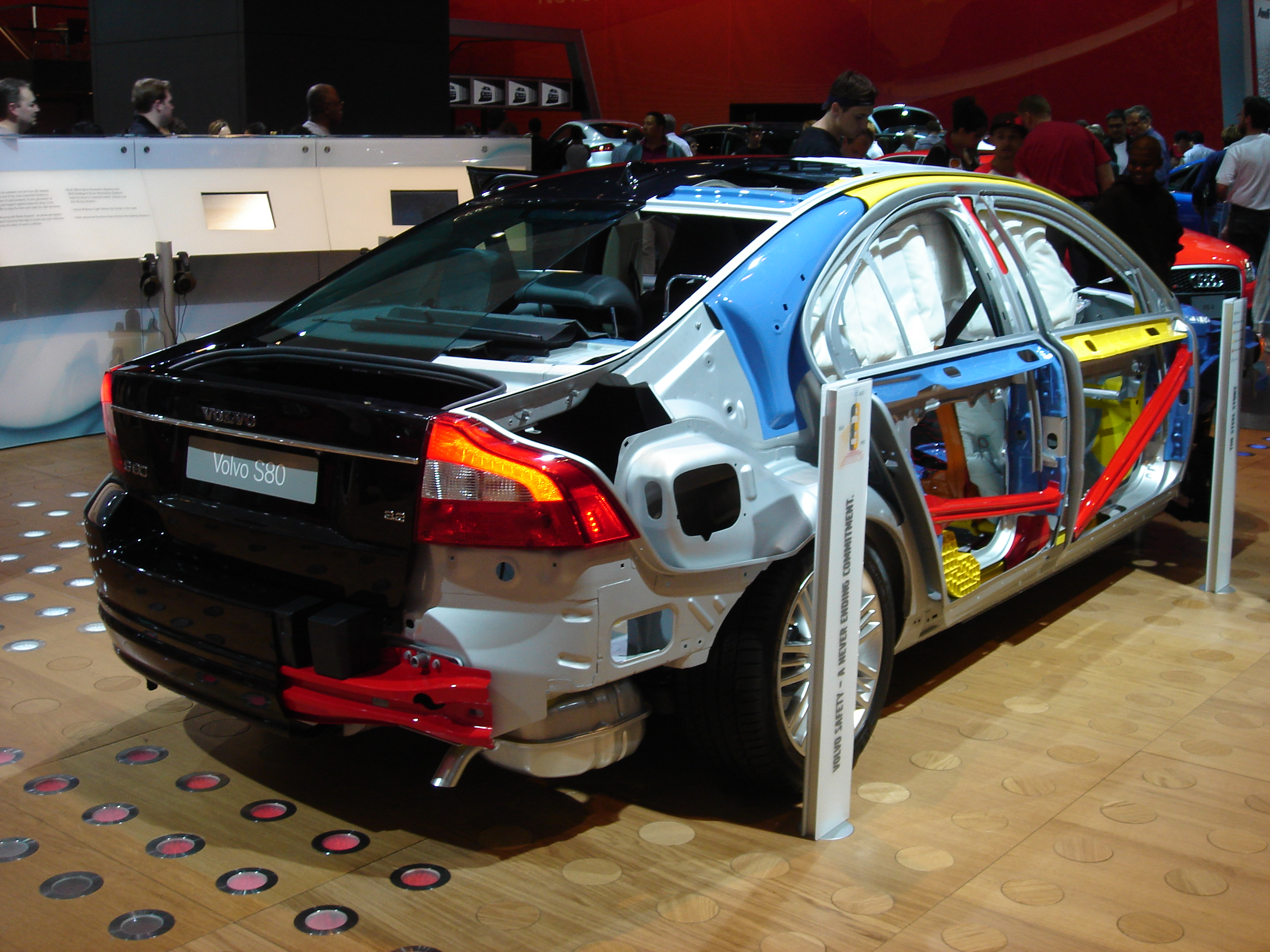
Volvo S80 met delen van SIPS systeem zichtbaar

Het Side Impact Protection System (SIPS) werd door Volvo geïntroduceerd in 1991 in de Volvo 850. Het systeem bestaat uit verschillende staallegeringen, die op specifieke punten sterker of juist zwakker zijn. Hiernaast is er een gordijnairbag aanwezig. Innovatief aan het systeem is dat bij een zijwaartse aanrijding de stoel van de bestuurder of die van de passagier (afhankelijk van welke kant de klap komt) een stuk opschuift, op de plek van de middenconsole die in stukken zal breken. Hierdoor ontstaat een extra kreukelzone binnen de auto van ongeveer 30cm.
Side Impact Protection System (1991) · 
Collision Warning Brake Support (2006) · 
Collision Warning met Full Auto Brake (2007) · 
City Safety (2008) · 
Blind Spot Information System (2009) · 
Collision Warning met Full Auto Brake en Pedestrian Detection (2010)